# 尾花輝代充
尾花 輝代充（おばな きよみつ、1950年 - ）は、日本のヴァイオリニスト、指揮者。

## 人物
埼玉県浦和市出身。幼少からヴァイオリンをブローダス・アール、ルイ・グレーラーに師事。東京芸術大学卒業。京都市交響楽団、読売日本交響楽団、札幌交響楽団、神奈川フィルハーモニー管弦楽団のコンサートマスターを歴任。その間、室内楽、リサイタル、ソロ活動を行う。指揮法を山田一雄に師事。指揮・編曲・舞台芸術監督としても活躍。著書に「ヴァイオリンを弾こう（94年）」などがある。